# Atilio Malinverno
Atilio Malinverno (n. Buenos Aires, Argentina; 20 de abril de 1890 - Buenos Aires, Argentina; 21 de junio de 1936) fue un pintor paisajista argentino.

## Carrera

### Antecedentes
En el arte de los argentinos el paisaje nació a fines del siglo XIX signado en lo formal por el impresionismo europeo. Sin embargo, pronto adquirió características propias relacionadas con la amplitud y la luminosidad de la geografía argentina y con la actitud emotiva de los artistas argentinos que, sin desligarse del entorno, plasmaron su emoción ante la naturaleza. Un ejemplo paradigmático es la pintura de Atilio Malinverno. Perteneció al movimiento de renovación plástica postimpresionista que se inicia con el primer decenio del siglo XX.

### Su obra
Cursó sus estudios en la Sociedad Estímulo de Bellas Artes, realizando diversos viajes artísticos y de estudio por el interior de Argentina, así como Bolivia, Chile y Uruguay.
De temperamento solitario, se dedicó exclusivamente al paisaje, pintando en las horas que le dejaba libre el trabajo en su agencia de publicidad. Partía con su caballete rumbo a las sierras cordobesas y allí en pleno contacto con la naturaleza ejecutaba sus obras luego, al regresar a Buenos Aires realizaba las exposiciones donde vendía con gran éxito todos sus óleos.
Su obra puede verse en:
- El salón de Pintores y Pinturas Argentinas del Bicentenario, o salón azul de la Casa Rosada
- Colección permanente del Museo de Arte del Tigre
- Museo de Artes Plásticas Eduardo Sívori
- Museo Nacional de Bellas Artes de Buenos Aires
- Museo de Arte Hispanoamericano Isaac Fernández Blanco

### Su estilo

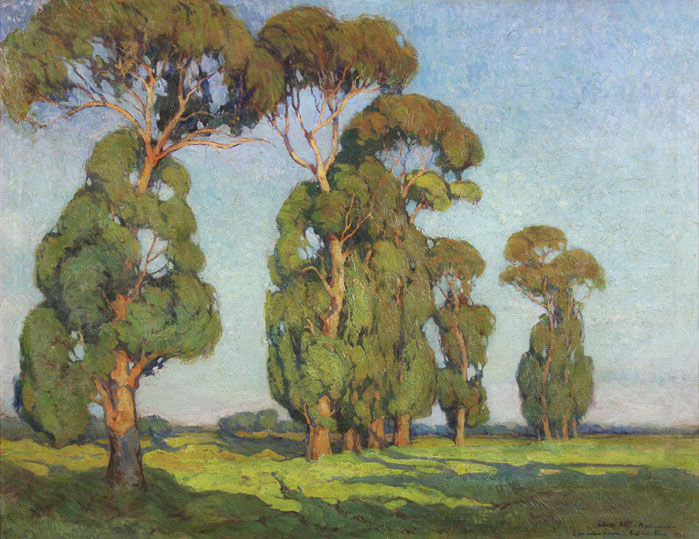
"Los Eucaliptos"

Paisajista por excelencia, ha pintado las bellezas más sugestivas de los árboles argentinos y de sus horizontes. Pintor de fuerza, vigoroso, sus paisajes son inconfundibles por sus anchas y cargadas pinceladas. Una cualidad a resaltar es que sus cuadros no tienen parentesco alguno con los de otros pintores argentinos del género, tiene Malinverno su propia personalidad. Los principales temas que constituyen sus obras son las sierras cordobesas, la llanura pampeana, las sierras de Tandil, la costa de Quilmes, las barrancas de San Isidro en las costas bonaerenses del Río de la Plata y Piriápolis, en las costas del Río de la Plata correspondientes a la República Oriental del Uruguay.
La pintura del paisaje nativo (el árbol, el rancho, el cerro, la llanura) tuvo en Malinverno un sincero y genial intérprete que volcaba en la tela toda la frescura de una paleta policroma, impregnada de emoción criolla y de sentido estético. Atilio Malinverno fue un pintor de alma argentina, atento siempre a la percepción sensible del contorno nativo. Sus amigos lo llamaban “Poeta del árbol” era un poeta del color y de la emoción que trasuntaba en el lienzo la imagen del eucaliptus o del algarrobo, infiltrándoles su propia alma. Tal vez en su temperamento de hombre sencillo, residía el hondo sentido panteístico que baña de serenidad y melancolía los ranchos y las taperas, los árboles solitarios en que Malinverno dejaba algo de su propio corazón de niño.
Cada paisaje de Malinverno es un canto ecológico, elocuente y vibrante de la naturaleza. Su paisaje, aunque sencillo, es cálido y muestra una profunda emoción. Amigo del árbol por el que siente cierta predilección, lo trata con singular maestría. Su espíritu inquieto se manifiesta por todo el árbol, colocándole pinceladas y trazos con espátula rotundos con plena armonía y unidad.

## Biografía

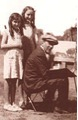
Malinverno y sus hijas

- 1890 Nace en Buenos Aires el 20 de abril.

- 1906 Estudia en la Sociedad Estímulo de Bellas Artes, con los maestros Reinaldo Giudici, Ernesto De la Cárcova y Eduardo Sívori.

- 1910 Participa con una obra en el Salón Internacional del Centenario, pese a sus escasos 20 años.

- 1919 Muestra Individual en el Salón Castellani en Rosario. 10 de abril.

- 1921 Muestra Individual en el Salón Castellani en Rosario. 20 de octubre. Muestra Individual en la Comisión Nacional de Bellas Artes. 20 de junio.

- 1922 Ganó la Medalla de Plata en el Salón Nacional de Arte Decorativo. Viaja por primera vez a las sierras de Córdoba, incorporando a su temática el paisaje cordobés. Muestra Individual en la Asociación Cultural de Bahía Blanca (salón de actos del Palacio Municipal). 2 de diciembre

- 1923 Ganó la Medalla de Oro en la Exposición del Centenario del Tandil. Muestra Colectiva VI Salón de Otoño en Rosario.

- 1924 Ganó la Medalla de Bronce en la Exposición Comunal de 1924.

- 1927 Ganó el Premio Estímulo del Salón Nacional

- 1928 Muestra Individual en la Asociación Amigos del Arte en Buenos Aires.

- 1930 Muestra Individual en el Salón Witcomb en Buenos Aires.

- 1936 Muere en Buenos Aires el 21 de junio.

- 1937 Se inaugura una gran exposición póstuma en la Galería Müller, organizada por una comisión de homenaje presidida por su discípulo predilecto, el actor y pintor Enrique Muiño.

- 1982 Muestra Colectiva en Zurbarán en Buenos Aires.

- 1986 Muestra Individual en Zurbarán en Buenos Aires.

- 1986 Muestra Colectiva Raíces Italianas en el Arte Argentino en el Estudio de Buenos Aires.

- 1991 Muestra Individual en Zurbarán en Buenos Aires.

- 1994 Muestra Individual en Colección Alvear de Zurbarán en Buenos Aires.

- 1997 Muestra Colectiva en Zurbarán en Buenos Aires.

- 1998 Muestra Individual en Zurbarán en Buenos Aires.